# Asolenopsia rufa
Asolenopsia rufa  (лат.) — вид паразитических мирмекофильных наездников семейства диаприиды надсемейства Proctotrupoidea (или Diaprioidea, Diapriini) подотряда стебельчатобрюхие отряда перепончатокрылые насекомые. Южная Америка: Аргентина (Córdoba, Entre Ríos, and Santa Fe). Мелкие насекомые (длина около 1 мм). Ассоциированы с кочевыми муравьями Neivamyrmex carettei (Forel) (Ecitoninae)
.